# Pollachius
Pollachius és un gènere format per dues espècies de peixos marins, l'abadejo (Pollachius pollachius) i el peix carboner (Pollachus virens).
Ambdues espècies poden fer 11 dm i pesar 21 kg. Tenen una línia lateral argentada ben definida en els costats. Sobre aquesta línia, són de color verdós fosc. La panxa és blanca. Pot arribar a 180 m de profunditat, sobre roques. En la costa nord-americana viuen des de Carolina del Nord fins al golf de Sant Llorenç. Són "peixos blancs". Importants en Nova Anglaterra i l'Atlàntic Nord, encara que menys que el verat i la tonyina. La seva època de reproducció és de la fi d'hivern i al començ de primavera al Banc Georges, fora de les costes de Nova Anglaterra. La més gran i més important zona pesquera d'aquestes espècies és al mar de Bering, Alaska.